# Crkva sv. Donata u Zadru
Crkva sv. Donata (izvorno Svetoga Trojstva) najvrjedniji je spomenik predromaničkog graditeljstva ranog srednjeg vijeka (9. stoljeće) u Hrvatskoj i simbol grada Zadra, a zbog osebujnog oblika jedna od najznačajnijih takve vrste u Europi.
Po tipu gradnje slijedi oblike dvorskih crkava kružnog tlocrta od ranobizantskog do karolinškog razdoblja. Ipak, po svojoj gruboj monumentalnosti (visina 27, a širina 22 metra), neobičnom cilindričnom obliku i dvostrukum unutrašnjim prostorom ističe se originalnošću, bez nekih izravnih uzora. Prema predaji sagradio ju je zadarski biskup sv. Donat u 9. stoljeću, a spominje je u 10. stoljeću u svom glasovitom djelu O upravljanju državom bizantski car Konstantin Porfirogenet. Izvorno je bila posvećena Svetom Trojstvu, a imenom Sv. Donata počela se nazivati tek od 15. stoljeća.

## Izgled
Crkva je građena u maniri starohrvatskih arhitektonskih rješenja s obiljem žbuke i kamena lomljenca. Veći dio arhitektonskog ukrasa, kao i monolitni stupovi u crkvi, antičkog su podrijetla i potječu uglavnom s porušenog rimskog foruma. Kada su zbog istraživanja ogoljeni temelji zgrade, ukazao se cijeli niz tambura rimskih stupova na kojima počiva zgrada crkve izgrađena izravno na ostacima foruma.
Građevnu zamisao crkve čine dvije koncentrične cilindrične zidne konstrukcije oko središnjeg kružnog prostora poput svoji neizravnih uzora – crkve San Vitale u Ravenni i Dvorske kapele Karla Velikog u Aachenu. Širi valjak tvori vanjsko oblo zidno oplošje crkve, kojem su u pravcu istoka dodane tri polukružne apside u punoj visini dvokatnog prostora. Troapsidalno svetište s radijalno postavljenim apsidama kreativan je doprinos koji crkvu čini bližoj srednjovjekovnoj gradnji nego arhitektonskom izrazu kasne antike.
Vanjska ploha zida ukrašena je plitkim lezenama, a s unutrašnje strane polukružnim nišama. Među lezenama raspoređeni su i prozori. Periferni je zid podijeljen na prizemlje i prvi kat. U visini prvog kata periferna je zidna konstrukcija spojena sa središnjim cilindrom, tvoreći tako na prvom katu galeriju središnjem prostoru.
Središnji kružni prostor je jedinstven u punoj visini građevine, a zatvara ga uža cilindrična zidna konstrukcija koja završava središnjim tamburom s krovom u obliku plitkog stošca. U prizemlju se ova konstrukcija oslanja na šest monumentalnih pilona, međusobno povezanih lukovima, i dva monolitna stupa koji se s tri luka otvaraju prema apsidama. Prostorno kretanje je aktvirano i podređenio vertikali središnjeg prostora. Isti se raspored ponavlja i na prvom katu, ali su tamo otvori znatno niži i kretanje je pasivnije. Do galerije (matronej) se stiže zavojitim stubištem koje vodi u njezino predvorje.
Prostornost je minimalna unatoč većem broju prozorskih otvora, jer se svjetlost raspršuje i ne dopire do udaljenih dijelova. Masivnost, čvrstoća zida, iako blago negirana otvorima arkada i prozorima, nema gotovo ni jednog elementa kiparskog raščlanjivanja.
Crkva ima troja vrata: glavna su postavljena točno nasuprot svetištu, a bočna s njegove lijeve i desne strane. Prvotno zamišljena kao samostojeća zgrada, ova je crkva vjerojatno još prilikom građenja stekla više prigradnji pa je postala sastavni dio episkopalnog građevnog kompleksa uz katedralu sv. Stošije. Tako je izrađeno predvorje (narteks) kojim se prolazilo prema katedrali. Narteks je zadnji put pregrađen u 18. stoljeću, od kada potječu prozori na prvom katu. Na prvom katu južne strane crkve tri su velika zazidana prozora koji su nekada vodili u prostor prigrađen južnom zidu crkve i koji je srušen u 20. stoljeću.

## Uporaba
Crkva je dugo izvan sakralne funkcije, a od 1893. do 1954. u njoj se nalazio zadarski Arheološki muzej.
Sveti Donat ima izvanredne akustičke karakteristike, pa se u njemu već desetljećima održavaju glazbene priredbe poznatog međunarodnog festivala srednjovjekovne i renesansne glazbe Glazbene večeri u sv. Donatu.

## Poveznice
- Starohrvatska umjetnost
- San Vitale
- Dvorska kapela Karla Velikog
- Crkvena umjetnost u Hrvatskoj
- Crkvena arhitektura u Hrvatskoj